# Sebastiano Mazzoni
Sebastiano Mazzoni (* 1611 in Florenz; † 22. April 1678 in Venedig) war ein italienischer Maler des Barock.

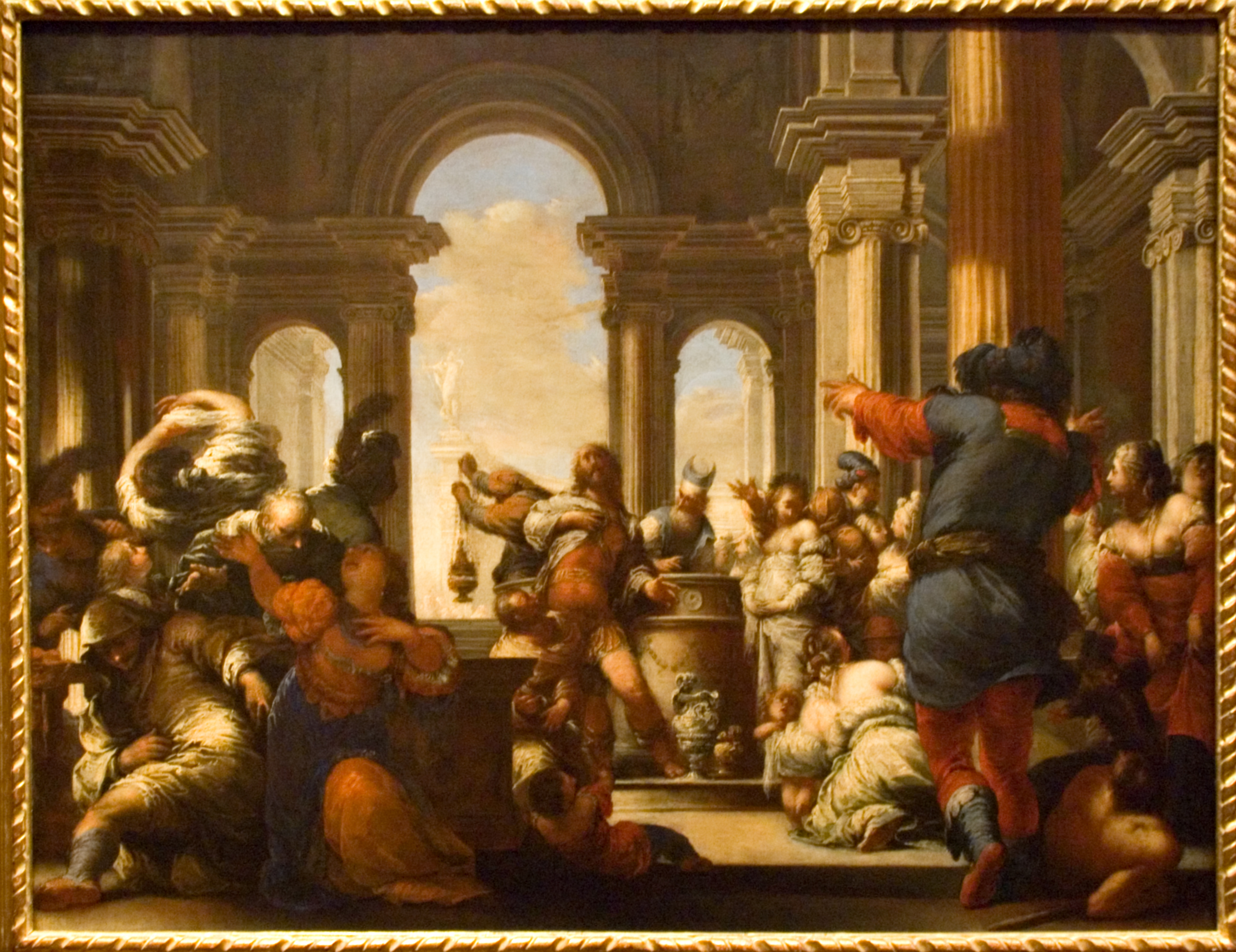
Opfer von Jephta´s Tochter

Er ging bei Baccio del Bianco in Florenz in die Lehre und war dort ab 1638 Mitglied der Accademia del Disegno. Mazzoni kam 1648 nach Venedig, wo er den Rest seines Lebens blieb. Nach Temanza (Zibaldone) floh er aus Florenz, da er Satiren über eine hochstehende Person verfasst hatte. In Venedig war er von den Werken von Bernardo Strozzi und anderen venezianischen Malern beeinflusst, was zu einer flüssigeren Malweise führte.
Er hatte einen sehr eigenständigen Stil, der die barocke Bildersprache teilweise satirisch bis ins Groteske überzog. Das brachte ihm später auch Nachteile in Venedig (wo man zeitgenössische Maler wie Pietro della Vecchia und Francesco Maffei trotz ähnlicher phantastischer Züge mehr schätzte).
Mazzoni war auch Dichter (so bezeichnet er sich in einem Gedicht 1661 als Poet, Maler und zweifacher Verrückter). Von ihm gibt es auch viele architektonische Zeichnungen von Gebäuden in Venedig.
Zu seinen Schülern zählten Andrea Celesti und Sebastiano Ricci.

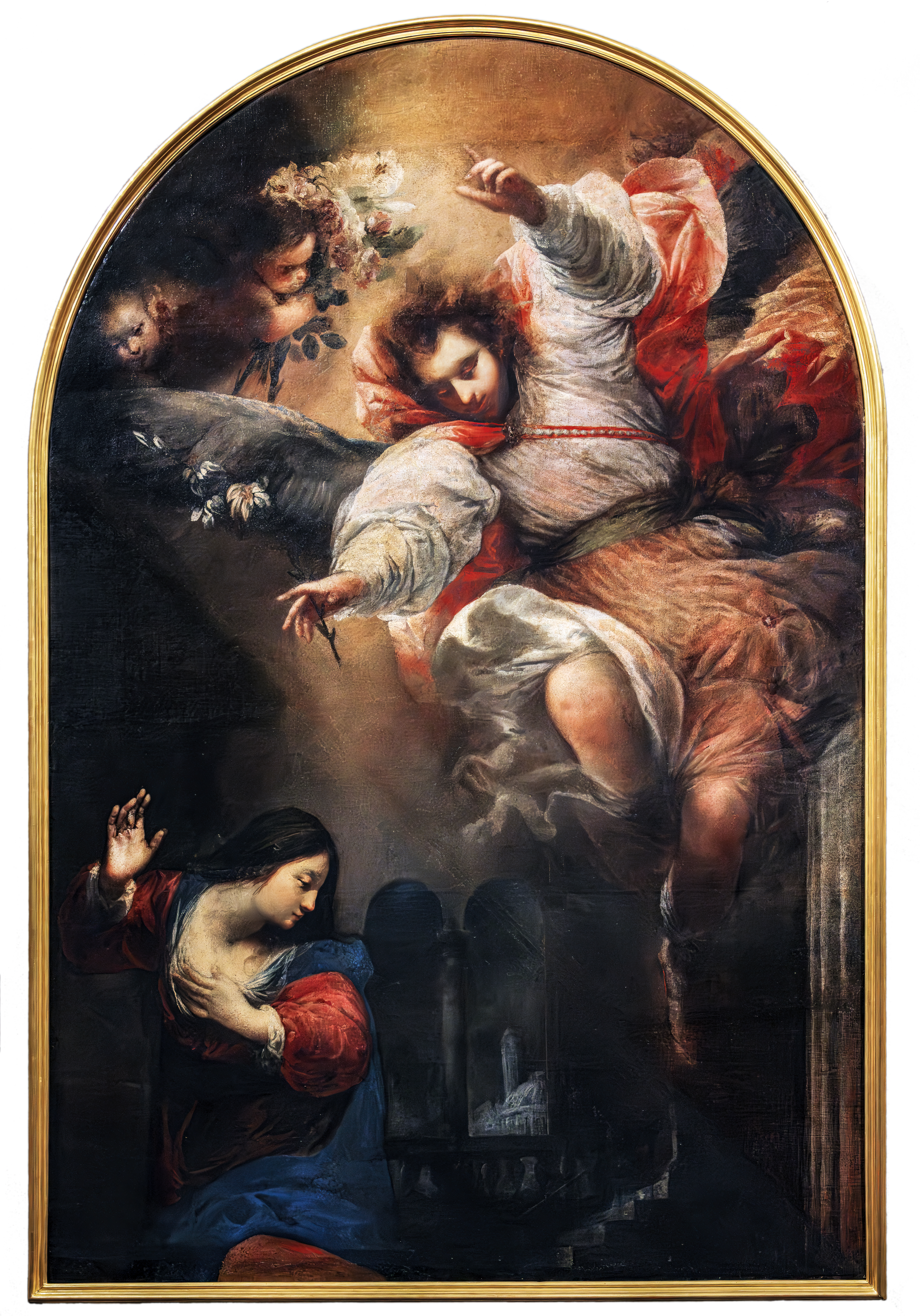
Verkündigung, um 1650, Venedig
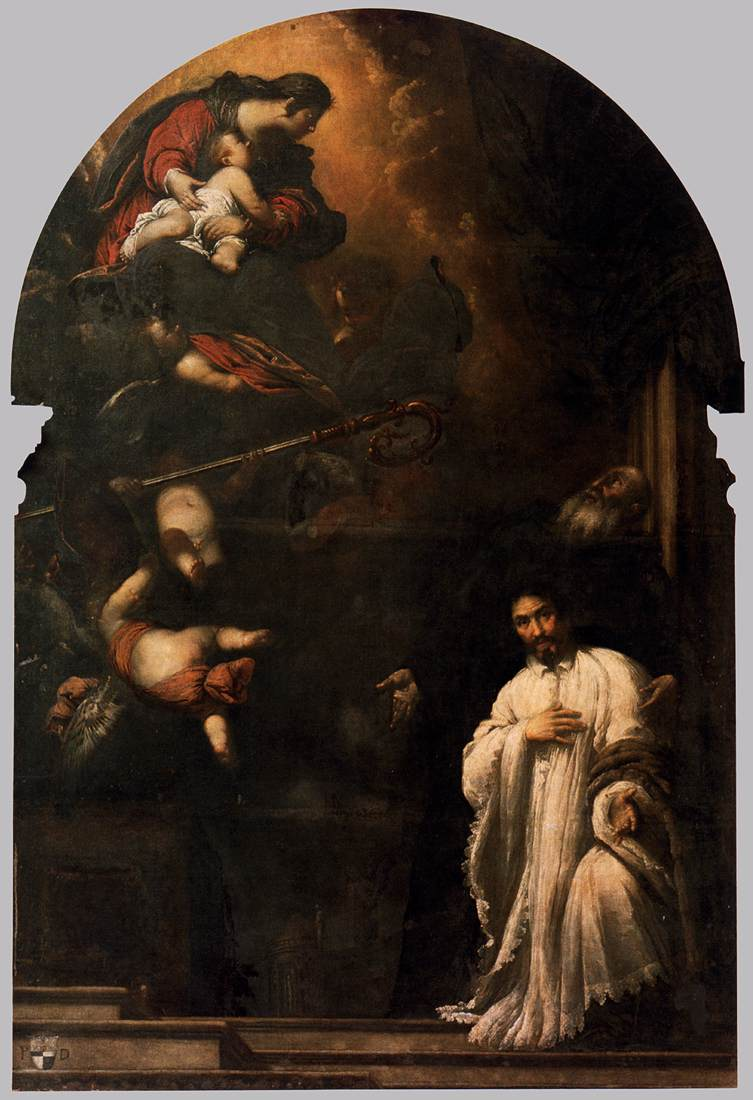
Heiliger Benedikt präsentiert Pasqualino Daneli der Jungfrau, San Beneto, Venedig